# Louhela vasútállomás
Louhela vasútállomás Finnországban, Vantaa településen található.

## Vasútvonalak
Az állomást az alábbi vasútvonalak érintik:
- Huopalahti–Vantaankoski-vasútvonal

## Kapcsolódó állomások
A vasútállomáshoz az alábbi állomások vannak a legközelebb:
- Myyrmäki vasútállomás (Helsinki Central, I Helsinki < Lentoasema < Helsinki)
- Martinlaakso vasútállomás (Helsinki Central, P Helsinki - Lentoasema- Helsinki, Lentoasema vasútállomás)